# Граве, Берта Борисовна
Берта Борисовна Граве (урождённая Эйдельнант, 1901—1979) — советский учёный и педагог, доктор исторических наук, профессор ЛГУ (1936), одна из ранних исследовательниц внутриполитической истории России в Первой мировой войне.

## Биография
Родилась в 1900 году в городе Клинцы Черниговской губернии. Из семьи подрядчика строительных работ.
В 1919—1920 гг. — секретарь редакционно-издательского отдела Совнархоза Украины, преподаватель военно-политических курсов политотдела 12-й армии и курсов военкомов при политинспекции Главсанупра Наркомата здравоохранения. Член РКП(б) с 1920 года.
В мае 1920 года в Москве вышла замуж за С. М. Дубровского (1900—1970), студента Московского института народного хозяйства (МИНХ).
Училась в Институте красной профессуры (ИКП) с 1921 по 1924 год, став одной из учениц историка Михаила Николаевича Покровского. На одном курсе с Б. Б. Граве учился её муж С. М. Дубровский. Аттестационной комиссией по проверке слушателей ИКП в июне 1923 года составлена характеристика. В ней о Б. Б. Граве говорилось следующее:
Типичная интеллигентка без большого партийного и советского стажа, с уклоном к академизму и индивидуализму. Работа её протекала до сих пор в педагогической области, где она выявила себя в качестве лектора по обществоведению. Обещает стать удовлетворительным преподавателем ВУЗа.
Работала старшим научным сотрудником Института истории Коммунистической академии (1929—1933), заведующей исторической редакцией Государственного издательства социально-экономической литературы (Соцэкгиз) (1933—1934), профессором и деканом Ленинградского института истории, философии и лингвистики (1935—1936).
В начале 1935 года С. М. Дубровский был отправлен в Ленинград, где стал профессором и деканом исторического факультета Ленинградского университета. В 1936 году там же профессором стала и Б. Б. Граве.
Историк Р. Ш. Ганелин пишет, что она и её муж С. М. Дубровский были людьми идейными:
Б. А. Романов, стоявший с ней в очереди за зарплатой, рассказывал, что однажды, когда исчезла одна обычно приходившая вместе с ними дама, Б. Б. Граве воскликнула: «Кто мог подумать, что она враг народа?»
В апреле — октябре 1936 года Б. Б. Граве вместе с С. М. Дубровский выступили с курсом лекций «Истории СССР» в Школе пропагандистов при Ленинградском областном и городском комитетах ВКП(б). Кроме них лекции читали Г. В. Абрамович (1905—1990), Е. И. Бочкарёва (1899—?), В. П. Викторов (1889—1936). Всего было прочитано 24 лекции. Б. Б. Граве прочла лекции «Восстание Пугачёва» и «Внешняя политика царизма в конце XIX и к началу XX века».

## Дело «контрреволюционной» московской группы историков

### Письмо в редакцию журнала «Пролетарская Революция»
В 1926—1930 годах под общей редакцией Е. М. Ярославского вышла «История ВКП(б)» в 4-х томах. В конце октября 1931 года И. В. Сталин писал в письме в редакцию журнала «Пролетарская Революция»: «Исключения не составляет здесь, к сожалению, и т. Ярославский, книжки которого по истории ВКП(б), несмотря на их достоинства, содержат ряд ошибок принципиального и исторического характера». Выступая 1 декабря 1931 года на собрании, посвященном десятилетию Института красной профессуры Л. М. Каганович отмечал, что «коллектив, собравшийся под руководством т. Ярославского, дал не объективную историю, а фальсифицированную в целом ряде моментов историю, подкрашенную под цвет троцкизма». Один из наиболее активных пропагандистов письма Сталина Л. З. Мехлис писал, что «… только гнилым либерализмом можно объяснить, как школка троцкиствующих историков — Эльвов, Кин, Минц и др. — бесконтрольно протаскивала антипартийный хлам, клевету на Ленина, партию и её руководство». Авторов называли также «„школкой“ троцкистских контрабандистов».

### Дело казанского филиала организации
Дело «контрреволюционной троцкистской группы» сфабриковано органами НКВД в 1935 году. 10 февраля 1935 года арестован профессор Казанского государственного педагогического института Н. Н. Эльвов (1901—1937), один из авторов «Истории ВКП(б)». Эльвова после письма Сталина обвинили в «контрабанде троцкизма» и исключили из ВКП(б). 12 февраля как ученик Эльвова арестован историк Ефрем Медведев. В тот же день арестована Зюгра Биляловна Надеева (1907—?), секретарь исторической кафедры института, освобождена 22 марта 1935 года с подпиской о невыезде из Казани. На допросе Эльвов признал, что при встречах с Минцем, Дубровским и Пионтковским резко осуждалось письмо Сталина в «Пролетарскую революцию», погромные выступления Кагановича и Мехлиса. 20 июня против мужа дала показания жена Эльвова, Мария Семёновна Бычкова (1905—?). Как пишет историк А. Л. Литвин:
На вопрос о знакомых Эльвова в Москве Бычкова назвала учёного секретаря редакции истории гражданской войны в СССР И. И. Минца, директора международного аграрного института С. М. Дубровского, его жену Б. Б. Граве, профессора МГУ С. А. Пионтковского. Сообщила, что присутствовала при их встречах в 1930—1931 гг., где говорилось о невежестве и вульгаризации, процветающих в исторической науке, деградации теоретической мысли, о том, что создалось положение, при котором творческая мысль заменялась аллилуйщиной, а людей выдвигали за их усердие в восхвалении руководства. Следователь добился от Бычковой также показаний о том, что упомянутые историки критически отзывались о Сталине и Кагановиче.
Бычкова свидетельствовала:
По приезде в Казань Эльвов познакомился с историком Михаилом Корбутом, врачом Сергеем Диковицким, агрономами Винтайкиным и Щепериным. Он скептически оценил разносное письмо Сталина и иронически — свою «проработку». Незадолго до появления в печати письма Сталина в журнале «Пролетарская революция» Минц прислал Эльвову письмо, в котором предупреждал о готовящейся публикации письма Сталина и о том, что Сталин негативно воспринял 4-х-томник по истории партии. Письмо Минца заканчивалось фразой: «Не робей!» После опубликования письма Сталина Эльвов получил конверт с запиской от Дубровского и Граве, в которой они выражали ему своё сочувствие.
Эльвов подписал протокол, в котором «признавался», что с 1929 году входил в «контрреволюционную» московскую группу историков (С. М. Дубровский, С. А. Пионтковский, Б. Б. Граве, И. И. Минц, Н. Л. Рубинштейн, А. Л. Сидоров). Эльвов признал, что регулярно переписывался с членами московской группы, встречался с ними. Минц называл кампанию, развернувшуюся после письма Сталина в журнал «Пролетарская революция», «свистопляской». В подобных выражениях отзывались о ней Дубровский и Граве. В 1932 году у Дубровского обсуждали исключение из партии Зиновьева, дело Рютина, при этом Дубровский высказал мнение, что с Зиновьевым и Каменевым просто расправляются и что Сталин повинен в репрессиях.
По делу казанского филиала организации проходило 6 человек — М. С. Бычкова, Захарий Пахомович Винтайкин (1902—?), Е. И. Медведев, З. Б. Надеева, Геннадий Павлович Щеперин (1905—?), Н. Н. Эльвов. 15 октября 1935 года Особое совещание при НКВД СССР приговорило обвиняемых к ссылке: Эльвова и Бычкову — на 5 лет в город Шенкурск Архангельской области по обвинению в «троцкистской деятельности», Винтайкина — на 5 лет в Каракалпакию, Щеперина — на 3 года в Казахскую ССР. Ефрем Медведев и З. Б. Надеева — лишены права проживать в режимных городах на 3 года как «участники троцкистской организации». По отношению З. Б. Надеевой дело прекращено. М. С. Бычкова в тот же день приговорена тройкой НКВД ТАССР к 5 годам ссылки на Колыму (Севвостлаг) как «член семьи изменника Родины». Приговор Щеперина 17 апреля 1937 года заменён Особым совещанием НКВД СССР на 8 лет заключения. Приговор Эльвова заменён Особым совещанием НКВД СССР 27 мая 1936 года на 5 лет заключения (Дальстрой). 15 сентября 1937 года Эльвов расстрелян. Решением Президиума Верховного суда ТАССР от 27 ноября 1958 года приговор был отменён и дело за отсутствием в действиях осужденных состава преступления прекращено.

### Арест и казнь С. А. Пионтковского
7 октября 1936 года был арестован С. А. Пионтковский. Историки С. А. Пионтковский, А. Н. Слепков, Г. С. Фридлянд, Николай Николаевич Ванаг и Абрам Григорьевич Пригожин подписаны к репрессии по 1-й категории (расстрел) в списке «Москва-центр» от 27 февраля 1937 на 33 человек. Приговорёны Военной коллегией Верховного Суда СССР 7 марта 1937 года к расстрелу. В ночь на 8 марта расстреляны.

### Арест. Лагерный срок и ссылка
24 октября 1936 года Ленинградское управление НКВД арестовало С. М. Дубровского, мужа Б. Б. Граве и учителя Н. Н. Эльвова. На предварительном следствии и суде Дубровский ни в чем себя виновным не признал. Показания Эльвова против себя назвал «нелепыми». Осуждён выездной сессией Военной коллегии Верховного суда СССР в Ленинграде 25 декабря на 10 лет. Срок отбывал в Норильлаге.
23 ноября 1940 года в Москве была арестована и Б. Б. Граве. Виновной себя ни в чём не признала. Особым совещанием при НКВД СССР в марте 1941 года приговорена к 8 годам заключения. Срок отбыла в Коми АССР на Интастрое.
30 мая 1946 года её муж С. М. Дубровский был освобождён. В августе 1947 года он переехал в Казань и работал в Государственном музее ТАССР.
23 ноября 1948 года закончился срок Б. Б. Граве и она отправлена на поселение в посёлок Карсакпай Карагандинской области Казахской ССР. В заявлении на имя А. П. Завенягина С. М. Дубровский пишет:
Граве серьёзно больна — у неё был туберкулёз лёгких и затем брюшины (делали операцию), кроме того, ревматизм, порок сердца и тяжёлое психическое заболевание (она была неоднократно актирована, как неработоспособный инвалид). Поселение на жительство в тяжёлых условиях Карагандинского края может преждевременно свести её в могилу, здесь в Татарии я смогу создать для неё более нормальные условия жизни.
Находясь в ссылке, преподавала на курсах буровых мастеров в Карагандинской области.
19 апреля 1949 года С. М. Дубровский арестован МГБ ТАССР. Осуждён 25 июня Особым совещанием при МГБ СССР к ссылке на поселение. Вместе с мужем была приговорена к ссылке и Б. Б. Граве. 30 августа они прибыли в Енисейск Красноярского края.
Б. Б. Граве работала в Енисейском краеведческом музее.
О пребывании Б. Б. Граве и С. М. Дубровского в Енисейске вспоминает дочь Наталья Ананьевна Шварцбург, дочь пианиста Анания Ефимовича Шварцбурга:
На окраине Енисейска в каком-то недостроенном домике, в ужасном хаосе из опилок и книг жили профессор-историк Сергей Митрофанович Дубровский с женой. Иногда вместе с папой я бывала у них. Имя этого ученого было весьма известно: любой мог прочесть о нем в Большой советской энциклопедии, в данный же момент он был пораженным в правах ссыльным. Из папиных знакомых по Енисейску Дубровские были, пожалуй, самыми немолодыми людьми, а значит, и жилось им значительно трудней. Тем не менее они пытались разводить всякую живность, чтобы прокормиться. А покидая Енисейск, они, несмотря на свою немощь, везли с собой двух собак: не могли оставить их на произвол судьбы…
Постановлением Пленума Верховного Суда СССР от 26 февраля 1954 года С. М. Дубровский был полностью реабилитирован.
5 июня 1954 года Судебная коллегия по уголовным делам Верховного Суда СССР, по протесту генерального прокурора СССР, отменила постановление Особого совещания при НКВД от 8 марта 1941 года в отношении Б. Б. Граве и дело по обвинению её прекратила «за отсутствием в действиях состава преступления».

### После реабилитации
После реабилитации С. М. Дубровский и Б. Б. Граве получили возможность вернуться в Москву. 23 июня 1954 года О. Л. Вайнштейн писал С. Я. Боровому:
Дубровский уже в Москве, в Институте истории. Он полностью реабилитирован. Вероятно, то же произойдет в ближайшее время с его женой (Граве).
С 1954 года Б. Б. Граве жила в Москве, на пенсии.
Драматичность судьбы Б. Б. Граве (как и спутника её жизни С. М. Дубровского), конечно, не могли не сказаться на сохранности документального наследия обоих историков до середины 1930-х гг. Догулаговский период, очень насыщенный в научно-профессиональном отношении для них, в итоге представлен в фондах крайне скупо. Помимо источников, относящихся к научной и преподавательской работе, утраченными оказались в значительной степени и документы биографического характера. Уже после освобождения и реабилитации С. М. Дубровскому и Б. Б. Граве пришлось восстанавливать факты учебы, трудовой биографии, присвоения учёных степеней и звания, партийности, службы в Красной армии. В итоге трудовой стаж у Б. Б. Граве подтвержден с 1919 года, у С. М. Дубровского — с 1918 года.
Б. Б. Граве — автор воспоминаний второй половины 1960-х гг. «ИКП и икаписты».
В 1967 году награждена медалью «За боевые заслуги».
Похоронена на Новодевичьем кладбище.

## Труды
- Граве, Б. Теория классовой борьбы Маркса. — Москва: Красная новь, 1923. — 115 с.
- 1905. Материалы и документы / Сост. С. Дубровский и Б. Граве. — Москва ; Ленинград: Гос. изд-во, 1925. — Т. 1: Аграрное движение в 1905-1907 гг.. — 680 с.
- Граве, Б. К истории классовой борьбы в России в годы империалистической войны. Июль 1914 г. - февраль 1917 г. Пролетариат и буржуазия. — М.: Гос. изд-во, 1926. — 414 с.
- Буржуазия накануне февральской революции / Подготовила к печати Б. Б. Граве. — Москва ; Ленинград: Гос. изд-во, 1927. — 204 с.
- Граве, Б. Б. Рабочий класс и рабочее движение в горы реакции и подъёма // Очерки истории пролетариата СССР : пролетариат царской России / предисловие М. Н. Покровского ; редакция А. М. Панкратовой. — Москва: Огонек, 1931. — С. 218—280. — 320 с. — (Всемирная история : популярная иллюстрированная библиотека).